# Bow shock

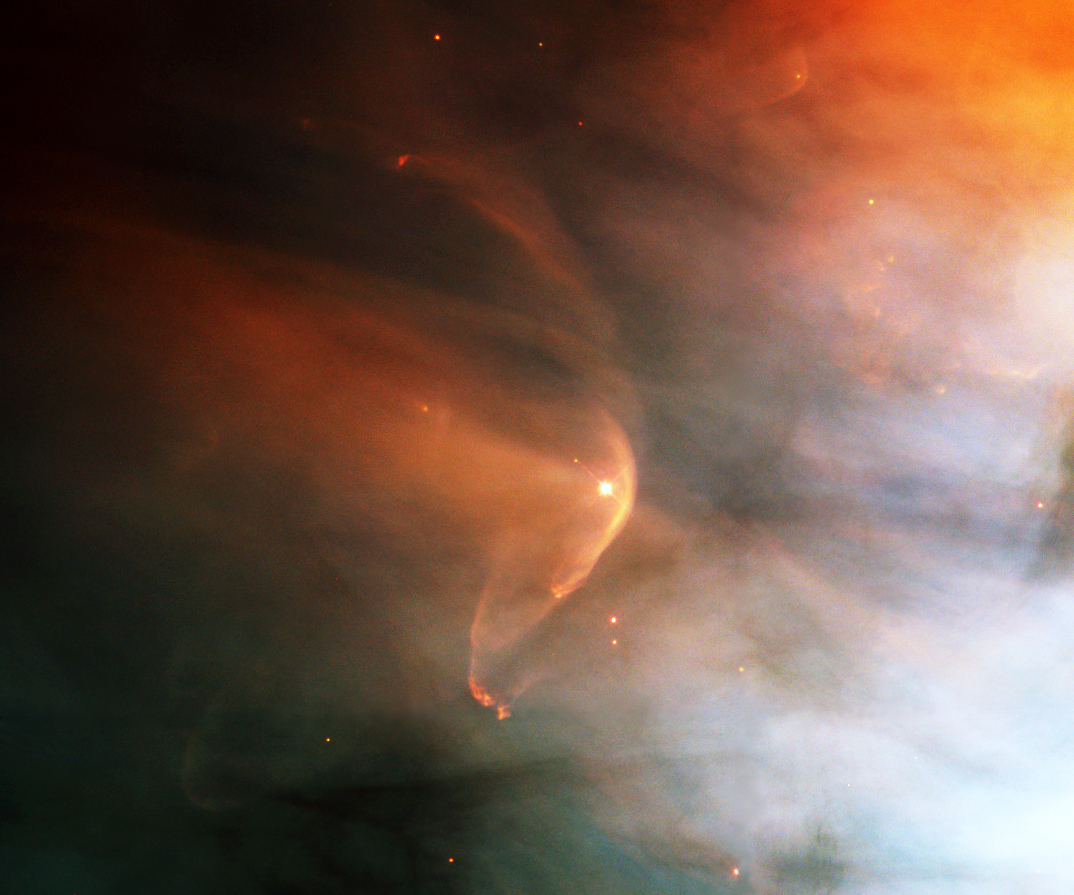
Bow shock della stella giovane LL Ori nella Nebulosa di Orione. Il vento stellare si scontra con la nebulosa. Hubble, 1995

In astronomia, il fenomeno del bow shock, o onda di prua (traduzione letterale del termine inglese), o semplicemente onda d'urto, si manifesta nella magnetosfera planetaria o stellare.
È il confine nel quale il vento solare cade bruscamente a contatto con la magnetopausa.
Il bow shock della Terra è di circa 100-1000 km di spessore e si trova a circa 90000 km dalla Terra.